# Giovanni Delfino (bispo de Belluno)
Giovanni Delfino (falecido em 1651) foi um prelado católico romano que serviu como bispo de Belluno (1626–1634).

## Biografia
Giovanni Delfino nasceu em 1589. No dia 9 de fevereiro de 1626, Giovanni Delfino foi nomeado bispo de Belluno durante o papado de Urbano VIII. A 22 de fevereiro de 1626, foi consagrado bispo por Antonio Marcello Barberini, cardeal-presbítero de Sant'Onofrio. Serviu como bispo de Belluno até à sua renúncia em 1634. Faleceu em 1651.

## Sucessão episcopal
Enquanto bispo, foi o principal co-consagrador de:
- Heitor de Monte, (1626);
- Nicolaus de Georgiis, (1635); e
- Alvise Marcello, (1635).